# Бургињон (Ду)
Бургињон (фр. Bourguignon) насеље је и општина у источној Француској у региону Франш-Конте, у департману Ду која припада префектури Монбелијар.
По подацима из 2011. године у општини је живело 957 становника, а густина насељености је износила 172,12 становника/km². Општина се простире на површини од 5,56 km². Налази се на средњој надморској висини од 350 метара (максималној 564 m, а минималној 337 m).

## Демографија
| 1962. | 1968. | 1975. | 1982. | 1990. | 1999. | 2011. |
| ----- | ----- | ----- | ----- | ----- | ----- | ----- |
| 685   | 653   | 770   | 754   | 824   | 903   | 957   |

График промене броја становника у току последњих година